# Sahel (Mali)
Sahel è un comune rurale del Mali facente parte del circondario di Kayes, nella regione omonima.
Il comune è composto da 6 nuclei abitati:
- Bafarara (centro principale)
- Bilkoité
- Nagara
- Selifely
- Séoundé
- Tafara